# Ministry of Broadcast
Ministry of Broadcast je počítačová hra z roku 2020. Hra vyšla 30. ledna 2020 pro Windows. Stojí za ní čtyřčlenný vývojářský tým z České republiky. Inspiraci vývojáři čerpali z her jako Prince of Persia a Oddworld: Abe's Exoddus. Tematicky se inspiruje u románu 1984 a v humoru skupiny Monty Python.

## Hratelnost
Hratelností se jedná o klasickou 2D plošinovku viděnou z boku. Hráč ovládá svoji postavu s níž prochází jednotlivými úrovněmi. Cílem je dostat se na konec úrovně. Cestou musí řešit různé logické hádanky a dávat si pozor na nepřátele a jiné nebezpečenství, jež mu budu jeho cestu ztěžovat.

## Příběh
Hra je zasazena do totalitního státu rozděleného zdí. Zeď vyrostla prakticky přes noc a rozdělila rodiny. Jedním z takových případů je i rodina hlavního hrdiny, která zůstala na druhé straně zdi. Režim však pořádá reality show „Zeď pro tebe“. Vítěz této show může navštívit druhou stranu zdi. Hlavní hrdina se do soutěže přihlásí v naději shledání s rodinou. Cestou však musí hlavní hrdina dělat často nemorální věci na které není hrdý a které ho znepřátelují s ostatními soutěžícími.

## Přijetí
Hra obdržela obecně kladné recenze.
Michal Petr v recenzi pro Vision game chválil především příběh a hratelnost hry. Kritizoval však obtížnost. Hře udělil 8 bodů z 10.
Filip Voržáček ze serveru CzechGamer udělil 90%. Chválil především logické hádanky a temný humor. Hře udělil 90%